# Val-de-Louyre-et-Caudeau
Val-de-Louyre-et-Caudeau es una comuna nueva francesa situada en el departamento de Dordoña, de la región de Nueva Aquitania.

## Historia
Fue creada el 1 de enero de 2017, en aplicación de una resolución del prefecto de Dordoña de 26 de septiembre de 2016 con la unión de las comunas de Cendrieux y las dos comunas delegadas de Sainte-Alvère  y Saint-Laurent-des-Bâtons, de la comuna nueva de Sainte-Alvère-Saint-Laurent-les-Bâtons, pasando a estar el ayuntamiento en la antigua comuna de Sainte-Alvère.

## Demografía
| Gráfica de evolución demográfica de Val-de-Louyre-et-Caudeau entre 1800 y 2014 |
|                                                                                |

Los datos entre 1800 y 2013 son el resultado de sumar los parciales de las tres comunas que forman la nueva comuna de Val-de-Louyre-et-Caudeau, cuyos datos se han cogido de 1800 a 1999, para las comunas de Cendrieux, Sainte-Alvère y Saint-Laurent-des-Bâtons de la página francesa EHESS/Cassini. Los demás datos se han cogido de la página del INSEE.

## Composición
| Comuna delegada          | Código INSEE | Población (2013) | Superficie (km²) | Densidad (hab./km²) |
| ------------------------ | ------------ | ---------------- | ---------------- | ------------------- |
| Cendrieux                | 24092        | 591              | 30.23            | 20                  |
| Sainte-Alvère            | 24362        | 847              | 32.42            | 26                  |
| Saint-Laurent-des-Bâtons | 24435        | 205              | 19.47            | 11                  |